# Objectworld Communications
Компания Objectworld Communications Corp., старое название ObjectWorld Inc, — это канадская частная компания, занимающаяся разработкой программного обеспечения в области унифицированных коммуникаций для предприятий малого и среднего бизнеса. Objectworld создаёт свои программные продукты на базе операционных систем Microsoft Windows, ориентированные на IT-централизованную установку, администрирование и поддержку инфраструктуры унифицированных коммуникаций.
Ведущий продукт Oblectworld, UC Server, может быть использован либо как дополнительное приложение к существующей учрежденческой автоматической телефонной станции (УАТС), либо как базированная на протоколе SIP система, полностью заменяющая традиционные УАТС. UC Server может обеспечить полный спектр бизнес коммуникаций (телефонию, автосекретарь, голосовая почта, унифицированный обмен сообщениями, факс-сервер, интерактивное речевое взаимодействие (IVR), внешний дозвон, конференц-связь, и т. д.) путём интеграции с различными устройствами других производителей (например, SIP-телефонами, SIP-шлюзами, и т. д.), а также со службой каталогов Active Directory Microsoft Windows, почтовых серверов Microsoft Exchange Server и Lotus Domino. UC Server ориентирован на то, что его поддержка и администрирование будут производиться системными администраторами сети.
В связи с кризисными событиями 2008—2009 годов, финансовое состояние компании резко ухудшилось, что вызвало необходимость поиска мощного внешнего инвестора. В конце концов, в сентябре 2009 г. Objectworld Communications была приобретена американской компанией ADTRAN.

## Продукты
- NetVanta Unified Communications: после вхождения в состав компании ADTRAN в сентябре 2009 г., основной продукт (UC Server) подвергся ре-брендингу и стал называться NetVanta Unified Communications. По сути, это один и тот же продукт.
- UC Server — Objectworld унифицированный сервер коммуникаций: впервые представлен в марте 2006 г.; это решение для унифицированных коммуникаций, базирующееся на операционных системах Microsoft Windows. В настоящее время этот продукт продаётся в трёх вариантах как в качестве дополнения к существующим УАТС, так и вместе с интегрированной SIP-УАТС (VoIP).
- CallAttendant Office (сейчас называется UC Server): впервые представлен в 2001 г.; это решение для унифицированных коммуникаций, которое использовалось как дополнительное приложение к традиционным УАТС.
- CallAttendant, CallAttendant Home, CallAttendant Pro: более не разрабатываемые программные продукты для домашнего офиса или малого бизнеса, в которых использовались устройства, базировавшиеся на TAPI (в основном голосовые модемы) и обеспечивавшие расширенные возможности при обработке телефонных звонков.

## Недавние награды
- 2008: CompTIA Channel Summit — Лучший в Шоу, CompTIA Channel Summit — Лучший программный продукт, CompTIA Channel Summit — Лучшая Презентация
- 2007: Журнал «Интернет телефония» (Internet Telephony Magazine) — Продукт года, награда обзора IDC: Ten Canadian Companies to Watch, CompTIA System Builder — Лучший программный продукт, CompTIA System Builder — Лучшее решение в стратегии продаж
- 2006: обзор Deloitte and Touche: Fast 50 Companies to Watch, Журнал «Интернет телефония» (Internet Telephony Magazine) — Продукт года
- 2005: CompTIA Breakaway 2005 CT Summit — Лучший программный продукт

## История
Objectworld Communications Corp (первое название — ObjectWorld Inc.) была основана Бехрозом Пустчи (Behrouz Poustchi) в 1994 г. первоначально как консалтинговая компания. В 1996 г. в компании появился второй сотрудник — Роберт Тёрнер (Robert Turner), а за ним и другие. В течение этих первых лет ObjectWorld Inc. консультировал и разрабатывал телекоммуникационные решения и продукты (ОКС-7, видеоконференция) для таких клиентов, как MPR Teltech и Канадский Совет по научным исследованиям (Canadian Research Council). В 1998 г. ObjectWorld Inc. выпустил CallAttendant — продукт для домашнего и малого офиса с автоматизированным телефонным автоответчиком, обеспечивавшим сложную маршрутизацию и обработку звонков с помощью графического пользовательского интерфейса drag-and-drop. Уникальность пользовательского интерфейса состояла в том, что он позволял строить сложные схемы манипуляций с телефонными звонками даже тем пользователям, которые не имели навыков программирования, не знали специальных команд и вообще не имели глубокого понимания телефонии.
В 2000 г. этот программный продукт был переработан как самостоятельное приложение к УАТС. При этом дальнейшая разработка продуктов для домашнего и малого офиса была остановлена. Этот новый продукт был выпущен в марте 2001 г. и получил название CallAttendant Office; он был нацелен на малые и средние предприятия. CallAttendant Office работал с традиционными УАТС и обеспечивал работу голосовой почты, автосекретаря, унифицированного обмена сообщениями и факс-сервера. Этот продукт был очень ранним вариантом решения в области унифицированных коммуникаций.
Оба продукта, и для дома и для предприятий, получили различные награды включая ZDNet — Выбор Редактора, 2000 Teleconnect IT Expo — Лучший в шоу, 2001 Communications Solutions — Продукт года, 2001 Communications Convergence — Лучший в шоу, 2001 Teleconnect — Лучший в шоу и 2002 Customer Interaction Solutions — Выбор редактора.
ObjectWorld продолжил развивать CallAttendant Office и расширять его функциональные возможности. В апреле 2004 г. компания ObjectWorld была куплена Дэвидом Леви (David Levy) и Дэвидом Шенкелем (David Schenkel) вместе с другим соинвестором Latitude Partners. Годом позже компания Growthworks Capital также вошла в группу инвесторов. ObjectWorld был переименован в Objectworld Communications Corp.
Программный продукт CallAttendant Office продолжил эволюционировать и развиваться в решение для унифицированных коммуникаций. В марте 2006 г. новый продукт Objectworld Unified Communications Server (Objectworld UC Server) был выпущен на рынок, который добавил функциональные возможности SIP-УАТС к сервисам существующего приложения.